# Vĩnh Bình Bắc
Vĩnh Bình Bắc là một xã thuộc huyện Vĩnh Thuận, tỉnh Kiên Giang, Việt Nam.

## Địa lý
Xã Vĩnh Bình Bắc nằm ở phía bắc huyện Vĩnh Thuận, có vị trí địa lý:
- Phía bắc giáp huyện Gò Quao
- Phía nam giáp xã Vĩnh Bình Nam
- Phía tây giáp huyện U Minh Thượng
- Phía đông giáp tỉnh Bạc Liêu.

Xã Vĩnh Bình Bắc có diện tích 84,19 km², dân số năm 2020 là 14.870 người, mật độ dân số đạt 177 người/km².

## Hành chính
Xã Vĩnh Bình Bắc được chia thành 9 ấp: Ba Đình, Bình Hòa, Bình Minh, Đồng Tranh 1, Đồng Tranh 2, Hòa Thạnh, Hiệp Hòa, Nước Chảy, Xẻo Gia.

## Lịch sử
Ngày 10 tháng 10 năm 1981, Hội đồng Bộ trưởng ban hành Quyết định 109-HĐBT về việc:
- Chia xã Vĩnh Bình Bắc thành hai xã lấy tên là xã Vĩnh Bình Bắc và xã Mai Thành Tâm
- Sáp nhập ấp Bình Minh Bắc của xã Vĩnh Bình Bắc vào xã Vĩnh Bình Nam.

Ngày 24 tháng 5 năm 1988, Hội đồng Bộ trưởng ban hành Quyết định 92-HĐBT về việc sáp nhập xã Mai Thành Tâm vào xã Vĩnh Bình Bắc.
Ngày 31 tháng 5 năm 1991, Ban Tổ chức Chính phủ ban hành Quyết định số 288-TCCP về việc giải thể xã Bình Minh nhập vào các xã Vĩnh Hoà, Vĩnh Bình Nam, Vĩnh Bình Bắc.